# Soldati di Salamina
Soldati di Salamina (titolo originale Soldados de Salamina) è un romanzo sulla guerra civile spagnola dello scrittore iberico Javier Cercas, pubblicato nel 2001 per la casa editrice Tusquets e tradotto in Italia l'anno seguente da Ugo Guanda Editore. Il titolo del libro allude metaforicamente alla famosa battaglia di Salamina, nella quale la flotta ateniese comandata da Temistocle sconfisse i Persiani. 

## Trama
Il protagonista, un giornalista in crisi personale e professionale, incappa durante un'intervista al figlio di Rafael Sánchez Mazas nella miracolosa storia risalente alle ultime convulse fasi della Guerra civile, che vide protagonista Sánchez Mazas, uno dei fondatori della Falange spagnola. Caduto nelle mani dei combattenti repubblicani, il falangista era incredibilmente sopravvissuto ad una fucilazione di massa, riuscendo successivamente a mettersi in salvo, anche grazie all'aiuto di alcune persone, tra cui un miliziano repubblicano che aveva fatto finta di non vederlo durante un rastrellamento. La storia sembra fin troppo fantasiosa al giornalista, ma cinque anni dopo averla sentita per la prima volta, nell'occasione del sessantesimo anniversario della conclusione del conflitto, decide di recuperarla per un articolo commemorativo sulla morte del poeta Antonio Machado, avvenuta negli stessi giorni e perlopiù nelle stesse zone. Avrà così il modo di apprendere nuove informazioni e conferme, che lo condurranno ad alcuni testimoni diretti dell'evento, a cui lo stesso Sánchez Mazas aveva promesso di dar seguito con un proprio libro, che avrebbe dovuto intitolarsi "Soldati di Salamina". A questo punto, sentendosi definitivamente coinvolto nella storia, il giornalista decide di assumersi il compito di scrivere quel libro, adottandone anche il titolo.
La seconda parte del romanzo, intitolata appunto Soldati di Salamina, contiene il racconto della vita di Rafael Sánchez Mazas, a partire dalla sua giovinezza in una famiglia con lontane origini nobiliari, in cui una madre con inclinazioni letterarie crebbe il figlio come un predestinato alla carriera poetica, ottenendo quanto desiderato. Il giovane Rafael si dimostrò infatti un talentuoso poeta, producendo versi di buon livello, in cui esaltava e rimpiangeva tradizioni e certezze di un'epoca passata, in buona parte illusoria. Dopo aver prodotto materiale sufficiente per una raccolta, ed un successivo romanzo, cercò stimoli nella politica e nel giornalismo, diventando corrispondente estero. Ed in quel ruolo nel 1922 fu inviato a Roma, dove rimase sette anni, trovandovi l'amore, coronato da un matrimonio, e soprattutto l'ideologia più confacente alle sue idee: il fascismo, di cui divenne ardente sostenitore. Al suo ritorno in Spagna, egli individuò in José Antonio Primo de Rivera il leader ideale, per il partito che nel 1933 contribuì a far nascere con il nome di Falange Spagnola, destando presto l'attenzione delle autorità, ma raccogliendo ben poco nelle sfide elettorali, malgrado l'attivismo dello stesso Sánchez Mazas nel propagandarne le idee. Ed il fallimento della deriva rivoluzionaria del partito trasforma prima in recluso e quindi in fuggiasco il veemente articolista e poeta, destino reso ancor più inevitabile dal successivo scoppio della guerra civile, da cui riesce fortunosamente a salvarsi rifugiandosi nell'ambasciata del Cile a Madrid.
Un tentativo di fuga, dopo due anni di reclusione nella missione diplomatica, termina con la sua cattura a Barcellona; le sconfitte e l'imminente debacle dei repubblicani lo vedono trasferito. La destinazione è il santuario di Santa Maria di Collell, ma rischia di essere l'ultima. Qui si svolge l'incredibile vicenda della sua scampata fucilazione e dell'incontro col soldato repubblicano che, durante la caccia all'uomo per riacchiapparlo, evita di denunciarlo; segue l'aiuto, tra boschi e grotte, da parte di alcune persone del luogo e sbandati come lui. Con la fine della guerra e la vittoria dei nazionalisti di Francisco Franco, per Rafael Sánchez Mazas si schiudono le porte del governo, da ministro senza portafoglio, ruolo in cui però dura poco. Forse percependo quanto poco il franchismo tenesse in considerazione gli ideali e le speranze dei falangisti, al di là della vuota retorica di facciata, Sánchez Mazas abbandona la vita politica per tornare al giornalismo e alla scrittura, e ad una vita placidamente borghese, forse l'unica sua aspirazione di vita.
Nella terza parte il racconto procede nuovamente seguendo il protagonista che, terminato il libro, non lo reputa completo né soddisfacente. Al suo ritorno al giornale, viene inviato a compiere alcune interviste, tra cui quella allo scrittore cileno Roberto Bolaño, che gli racconta la storia di un uomo di nome Miralles conosciuto casualmente anni addietro. Costui era stato da giovane un soldato repubblicano durante la guerra civile sotto il comando del comunista Enrique Líster, seguendolo nella ritirata in Francia, dove finì per arruolarsi nella Legione straniera, venendo inviato in Maghreb. Qui, alla caduta della Francia nel 1940, si trovò tra le file di Philippe Leclerc, da cui fu guidato in una disperata marcia attraverso il continente africano, per ricollegarsi con le forze libere, e dopo una serie di battaglie, ad una seconda marcia in senso inverso per raggiungere il teatro delle operazioni nordafricane. Al termine di queste, venne inviato a combattere in Francia, finendo per essere tra i primi ad entrare a Parigi libera dai tedeschi nell'agosto 1944; quindi in Germania ed Austria, dove una mina mise fine alla sua guerra, ferendolo gravemente. Collegando alcuni particolari, il giornalista si convince che Miralles sia proprio il soldato che graziò Sánchez Mazas a Collell, e inizia una frenetica ricerca che, solo dopo vari tentativi a vuoto, ha successo. Ma il primo approccio è maldestro ed il vecchio soldato non nega né conferma di essere stato il soldato "salvatore" di Mazas, lasciando tuttavia il giornalista convinto che sia proprio lui. Il libro termina con un monologo del giornalista-Cercas sulle questioni storiche sollevate e la natura degli eroi.

## Tema
L'opera è una mistura tra fatti storici e finzione romanzesca, una caratteristica costante nella produzione letteraria dell'autore. Egli narra la storia di un giornalista-scrittore, ricalcato su Cercas stesso, che indaga su un singolare episodio risalente al devastante conflitto che ebbe luogo tra il 1936 e il 1939. La ricerca è un'occasione per discutere e riflettere su come debba essere commemorato nel XXI secolo il capitolo più sanguinoso della storia spagnola.

## Ricezione
Il libro ha riscosso ampio successo, grazie anche alle recensioni favorevoli ricevute da alcuni scrittori famosi, tra i quali Mario Vargas Llosa, e a recensioni favorevoli ottenute sia in patria che all'estero, essendo stato tradotto in 15 lingue. 
Il libro ha raccolto inoltre un buon numero di premi in patria, in Italia nel 2003 il premio Grinzane Cavour per la narrativa straniera, e nel 2004 il premio inglese Independent Foreign Fiction Prize. 

## Film
Dal romanzo fu realizzata nel 2003 una trasposizione cinematografica di produzione spagnola, a cui è mancata una distribuzione per l'Italia, dove si è potuto visionare la pellicola solo in occasioni di proiezioni a tema, in versione sottotitolata.

## Edizioni italiane
- Soldati di Salamina, traduzione di Pino Cacucci, Collana Le Fenici Tascabili n.1, Parma, Guanda, settembre 2004  [2002], ISBN 88-8246-766-X.